# Trazos para el mural ''Revolución 1910-1914. Sufragio efectivo, no reelección''
Trazos para el mural "Revolución 1910-1914. Sufragio efectivo, no reelección", es un boceto realizado por el artista plástico mexicano Juan O'Gorman para el mural del mismo nombre en el Museo Nacional de Historia, en el Castillo de Chapultepec, en la zona poniente de la Ciudad de México, en 1967. A esta fecha, este apunte pertenece a la colección del Museo Soumaya, de la Fundación Carlos Slim.

## Descripción de la obra
El boceto, de 58.5 x 66.1 cm, está realizado a lápiz sobre papel montado en lienzo. El artista, quien se desempeñó como muralista, se formó como arquitecto en la Academia de San Carlos. Esto influyó en el estilo claro, limpio y lleno de realismo que caracteriza su obra, y que está presente en este dibujo.
La escena hace referencia a la parte central del mural en Chapultepec, que muestra uno de los momentos más importantes de la Decena Trágica, durante la Revolución mexicana. En este momento, conocido como la Marcha de la Lealtad, Francisco I. Madero, por entonces presidente de la República, lideró las tropas en un desfile que avanzó desde la Columna de la Independencia, hasta el Palacio Nacional, el 9 de febrero de 1913. El presidente aparece montando un caballo, sosteniendo la bandera de México. A su alrededor, personajes que representan a distintas clases, hace una alegoría de la sociedad mexicana. En el extremo izquierdo, la representación de Victoriano Huerta, el traidor que encabezó el levantamiento en contra del presidente, y en la parte superior, dos manos sostienen un lienzo en el que se lee la frase Sufragio efectivo, no reelección (utilizada como lema por Madero y creada por José Vasconcelos Calderón, miembro del Partido Nacional Antirreeleccionista) que da título al mural en Chapultepec. 
Para Alfonso Miranda Márquez, director del Museo Soumaya, "... este dibujo abreva en el constructivismo soviético y en la composición vernácula y mexicana, y adquiere signos contundentes de identidad (...)".